# Stroiești (okręg Gorj)
Stroiești – wieś w Rumunii, w okręgu Gorj, w gminie Arcani. W 2011 roku liczyła 239 mieszkańców.